# Placosaris
Placosaris is een geslacht van vlinders uit de familie van de grasmotten (Crambidae), uit de onderfamilie van de Pyraustinae. De wetenschappelijke naam voor dit geslacht is voor het eerst voorgesteld door Edward Meyrick in een publicatie uit 1897.

## Soorten
- Placosaris aethiopica Maes, 1998
- Placosaris apoalis Munroe & Mutuura, 1970
- Placosaris arjunoalis Munroe & Mutuura, 1970
- Placosaris auranticilialis (Caradja, 1925)
- Placosaris bornealis Munroe & Mutuura, 1970
- Placosaris callistalis (Hampson, 1896)
- Placosaris coorumba (Hampson, 1891)
- Placosaris cricophora (West, 1931)
- Placosaris dohertyi Munroe & Mutuura, 1970
- Placosaris egerialis (Snellen, 1899)
- Placosaris galogalis Munroe & Mutuura, 1970
- Placosaris ingestalis (Snellen, 1899)
- Placosaris intensalis (Swinhoe, 1894)
- Placosaris labordalis Viette, 1958
- Placosaris leucula Meyrick, 1897
- Placosaris lindgreni Munroe & Mutuura, 1970
- Placosaris ochreipunctalis (Warren, 1896)
- Placosaris perakalis Munroe & Mutuura, 1970
- Placosaris rubellalis (Caradja, 1925)
- Placosaris steelei Munroe & Mutuura, 1970
- Placosaris subfuscalis (Caradja, 1933)
- Placosaris swanni Munroe & Mutuura, 1970
- Placosaris taiwanalis (Shibuya, 1928)
- Placosaris triticalis (Kenrick, 1907)
- Placosaris turiusalis (Walker, 1859)
- Placosaris udealis Munroe & Mutuura, 1970
- Placosaris ustulalis (Hampson, 1896)